# Cherokee Purple

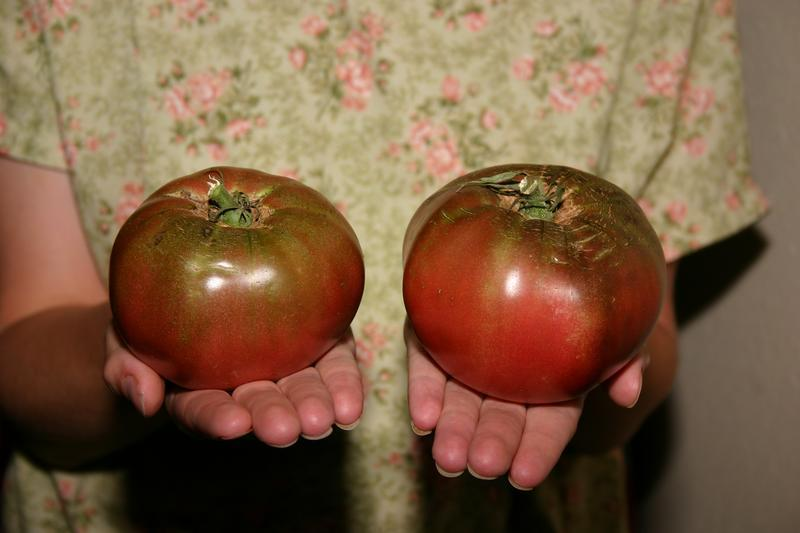
Früchte der Tomatensorte Cherokee Purple

Cherokee Purple ist eine Tomatensorte (Solanum lycopersicum L.).
Diese Sorte kann im Gewächshaus oder auch geschützt im Freien gezogen werden.

## Geschichte
Cherokee Purple ist eine alte Tomatensorte, die angeblich von Cherokee-Indianern in Tennessee gezüchtet wurde.

## Merkmale
| Fruchtform:         | flachrund, Fleischtomate   |
| Farbe:              | rosa/rot mit grünem Kragen |
| Fruchtgröße:        | ca. 200–500 Gramm          |
| Fruchtreife:        | spät                       |
| Geschmack:          | fruchtig-aromatisch        |
| Schale:             | eher weich                 |
| Fleischigkeit:      | mittelfest                 |
| Ertrag:             | eher spät                  |
| Verwendung:         | Frischverzehr              |
| Resistenz:          | –                          |
| Temperaturtoleranz: | leicht kälteempfindlich    |
| Wuchshöhe:          | 1,20 bis 2 Meter Höhe      |
| Blätterform:        | normalblättrig             |